# Franco De Pedrina
Franco De Pedrina (Cino, 27 gennaio 1941) è un ex canottiere italiano, medaglia d'argento nel quattro con ai Giochi olimpici di Tokyo 1964.

## Biografia
L'equipaggio del quattro con cui vinse la medaglia olimpica a Tokyo 1964 era composto anche da Renato Bosatta, Giuseppe Galante, Emilio Trivini e Giovanni Spinola (timoniere).

## Palmarès
| Anno | Manifestazione     | Sede      | Evento | Risultato | Note  |
| ---- | ------------------ | --------- | ------ | --------- | ----- |
| 1964 | Giochi olimpici    | Tokyo     | 4 con  | Argento   |       |
| 1964 | Campionati europei | Amsterdam | 4 con  | Bronzo    | [ 1 ] |